# Оксид протактиния(V)-натрия
Оксид протактиния(V)-натрия — неорганическое соединение,
двойной оксид протактиния и натрия
с формулой NaPaO3,
кристаллы.

## Получение
- Спекание стехиометрических количеств оксида протактиния(V) и пероксида натрия в атмосфере аргона:

{\displaystyle {\mathsf {2Na_{2}O_{2}+2Pa_{2}O_{5}\ {\xrightarrow {500^{o}C}}\ 4NaPaO_{3}+O_{2}}}}

## Физические свойства
Оксид протактиния(V)-натрия образует кристаллы
ромбической сингонии,

параметры ячейки a = 0,582 нм, b = 0,597 нм, c = 0,836 нм, Z = 4,
структура типа феррит гадолиния GdFeO3
.